# Montautour
Montautour település Franciaországban, Ille-et-Vilaine megyében. Lakosainak száma 268 fő (2022. január 1.). Montautour Princé, Balazé, Châtillon-en-Vendelais, Saint-M’Hervé és La Croixille községekkel határos.

## Népesség
A település népességének változása:
| Lakosok száma | 255  | 240  | 242  | 255  | 262  | 261  | 264  | 266  | 267  | 268  |
|               | 1968 | 1982 | 1990 | 2006 | 2013 | 2015 | 2017 | 2019 | 2020 | 2022 |